# Antoni Dargas
Antoni Dargas (ur. 12 marca 1915 w Czarnowie, zm. 8 listopada 1991 w Londynie) – polski polityk i publicysta, w latach 1958–1991 redaktor naczelny „Myśli Polskiej”, od 1968 prezes Stronnictwa Narodowego na emigracji. 

## Życiorys
Ostatni przedwojenny prezes Okręgu Wielkopolskiego Związku Akademickiego „Młodzież Wszechpolska” w Poznaniu. W 1939 emigrował, przebywał we Francji i Wielkiej Brytanii. Był działaczem emigracyjnym Stronnictwa Narodowego.
Od 1957 był współredaktorem kwartalnika "Poland and Germany" (wspólnie z Józefem Kisielewskim). W latach 1958–1991 był redaktorem „Myśli Polskiej”.